# Mudmen
Mudmen es una banda canadiense de rock formada en Ontario en 1998 por Zoy Nicoles y los hermanos Sandy y Robby Campbell.
Las mayores influencias del grupo son: Tool, Sum 41, AC/DC, The Guess Who, ZZ Top, Dropkick Murphys, Bowling for Soup y Nickelback, al igual que la banda tiene influencias de la Música de Escocia y de grupos del hard rock.

## Historia
El nombre de la banda viene de la ocupación de los hermanos Campbell anterior a la formación del grupo (llevar morteros y ladrillos para albañiles).
La banda es conocida por sus singles "5 O'Clock" y "Saturday" y los covers de Spirit of the West "Home for a Rest" y "Long Way to the Top" de AC/DC. Además, recientemente la banda se hizo conocida por su single "Lost", que ha sido destacado en promos en el show de televisión The Black Donnelly's de la NBC. Su single "Animal" ha sido utilizado en el soundtrack de los videojuegos Burnout 3 y MX vs. ATV Unleashed.

## Tours
La banda ha hecho diferentes tours en Canadá, Estados Unidos y el Reino Unido.
Actualmente realiza giras por Canadá.

## Álbumes
- Mudmen - 2000
- Overrated - 2003
- Defending The Kingdom - 2005
- The high road - 2009
- Another day - 2010

## Formación actual
- Zoy Nicoles - Vocalista
- Boots - Guitarrista
- Ben Spivak - Bajista
- J-Money - Baterista
- Sandy y Robby Campbell - Gaita

## Fuente
- Esta obra contiene una traducción parcial derivada de «Mudmen» de Wikipedia en inglés, publicada por sus editores bajo la Licencia de documentación libre de GNU y la Licencia Creative Commons Atribución-CompartirIgual 4.0 Internacional.

- Datos: Q6321974
- Multimedia: Mudmen / Q6321974